# Thijs Geurts
Thijs Geurts (Westervoort, 25 maart 1989) is een Nederlandse aanvaller die op dit moment speelt voor TOP Oss.
Eerder speelde hij in de jeugd voor Excelsior Zetten en NEC.
Geurts maakte zijn debuut in het betaalde voetbal op 31 oktober 2008 tegen SC Cambuur-Leeuwarden.

## Carrière
| Seizoen | Club    | Wedstrijden | Doelpunten | Competitie     |
| ------- | ------- | ----------- | ---------- | -------------- |
| 2008/09 | TOP Oss | 2           | 0          | Eerste divisie |
| Totaal  |         | 2           | 0          |                |